# Женская сборная Сербии по хоккею на траве
Женская сборная Сербии по хоккею на траве — женская сборная по хоккею на траве, представляющая Сербию на международной арене. Управляющим органом сборной выступает Федерация хоккея на траве Сербии (англ. Serbia Hockey Federation, серб. Savez hokeja na travi Srbije).

## Результаты выступлений

### Чемпионат Европы (III дивизион)
(EuroHockey Nations Challenge III, до 2011 назывался EuroHockey Nations Challenge I)
- 2005 — 7-е место[1]
- 2007 — 7-е место[2]